# Tima Džebo
Tima Džebo (Olovo, 24 ottobre 1963 – Sarajevo, 13 luglio 2025) è stata una cestista jugoslava, dal 1992 bosniaca.

## Carriera
Con la Jugoslavia disputò i Campionati mondiali del 1990. Con la Bosnia ed Erzegovina disputò due edizioni dei Campionati europei (1997, 1999).